# エアポート2010
『エアポート2010』（Faktor 8 – Der Tag ist gekommen）は、2009年のドイツのテレビ映画。

## キャスト
| 役名                         | 俳優                     | 日本語吹替   |
| ---------------------------- | ------------------------ | ------------ |
| アンネ・ヘッカー             | ムリエル・バウマイスター | 田村真紀     |
| グレゴール・ヘッカー         | オリヴァー・モムセン     | 高瀬右光     |
| ペーター・ブラント           | アンドレ・ヘンニッケ     | 黒澤剛史     |
| ハイケ・アーラス             | ジェシン・カクロウスキ   | いのこざゆき |
| ペトラ・シャーラー           | ノエミ・マツタニ         | 大村歌奈     |
| ペーター・ケラー             | シュテファン・ルカ       |              |
| ペーター・フォン・ドーマゲン | マックス・ヴォン・サン   |              |
| ビルギット・ペーターゼン     | キルステン・ブロック     | 竹内絢子     |
| スヴェン                     | マックス・フェルダー     |              |
| ユリア・ヘッカー             | エミリア・シュール       | 伊瀬茉莉也   |
| トニ                         | クリスチャン・ブルーメル | 十河圭祐     |
| ヴェラ (客室乗務員)          | シンタ・ワイズ           | 梨花まゆり   |
| パスカル                     | ジェイムズ・バトラー     | 野川雅史     |
| ヴェラ・ウベリン             | ルーシー・ムアー         | 大倉彩       |
| フランク                     | フランソワ・ゴースク     |              |

- その他の声の吹き替え：丹沢晃之／藤吉浩二／かぬか光明／水村拓未